# Матаморос (Чиуауа)
Матаморос (исп. Matamoros) — муниципалитет в Мексике, штат Чиуауа с административным центром в городке Мариано-Матаморос. Численность населения, по данным переписи 2010 года, составила 4499 человека.

## Общие сведения
Название Matamoros дано в честь одного из героев войны за независимость Мексики Мариано Матамороса.
Площадь муниципалитета равна 1182 км², что составляет 0,48 % от общей площади штата, а наивысшая точка — 1943 метра, расположена в поселении Лас-Неграс.
Он граничит с другими муниципалитетами штата Чиуауа: на севере с Идальго-дель-Парралем и Альенде, на востоке с Коронадо, на западе с Санта-Барбарой, а на юге граничит с другим штатом Мексики — Дуранго.

## Учреждение и состав
Муниципалитет был образован 31 июля 1874 года, в его состав входит 33 населённых пункта, самые крупные из которых:
| Код INEGI | Населённый пункт                                                                                      | Численность населения (2005 год) | Численность населения (2010 год) |
| --------- | --- | -------------------------------- | -------------------------------- |
| 044       | Всего                                                                                                 | 4304                             | 4499                             |
| 0001      | Мариано-Матаморос (исп. Mariano Matamoros) 26°45′49″ с. ш. 105°34′56″ з. д.                           | 2256                             | 2615                             |
| 0068      | Эль-Веранито (исп. El Veranito (Ejido de Borjas)) 26°49′17″ с. ш. 105°37′32″ з. д.                    | 509                              | 486                              |
| 0018      | Сьенега-де-Сенисерос (исп. Ciénega de Ceniceros) 26°48′25″ с. ш. 105°25′23″ з. д.                     | 312                              | 306                              |
| 0058      | Санта-Росалия (исп. Santa Rosalía (La Maroma)) 26°40′54″ с. ш. 105°27′23″ з. д.                       | 345                              | 287                              |
| 0067      | Вальсекильо (исп. Valsequillo) 26°44′44″ с. ш. 105°21′07″ з. д.                                       | 245                              | 241                              |
| 0028      | Индепенденсия-и-Реформа (исп. Independencia y Reforma (Los Charcos)) 26°34′00″ с. ш. 105°29′56″ з. д. | 240                              | 223                              |

## Экономика
По статистическим данным 2000 года, работоспособное население занято по секторам экономики в следующих пропорциях: сельское хозяйство, скотоводство и рыбная ловля — 37,5 %, промышленность и строительство — 29,7 %, сфера обслуживания и туризма — 29,9 %, прочее — 2,9 %.

## Инфраструктура
По статистическим данным 2010 года, инфраструктура развита следующим образом:
- электрификация: 98,4 %;
- водоснабжение: 96,4 %;
- водоотведение: 91,1 %.

## Фотографии

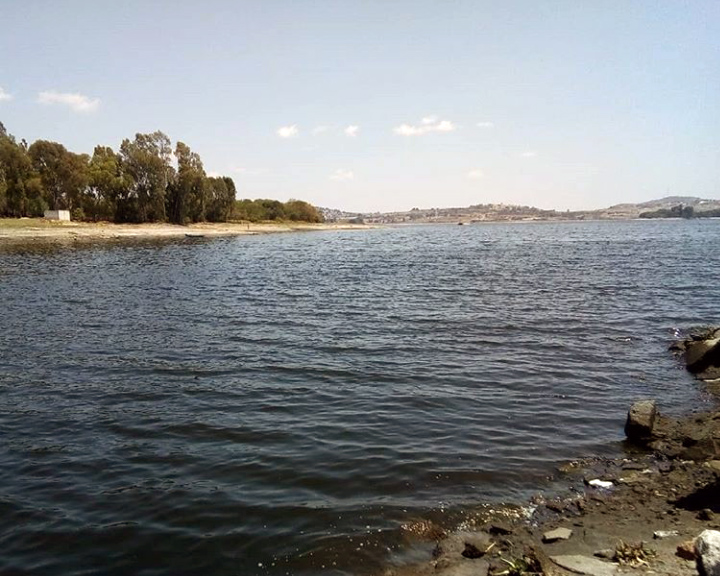
Водохранилище Вальсекильо
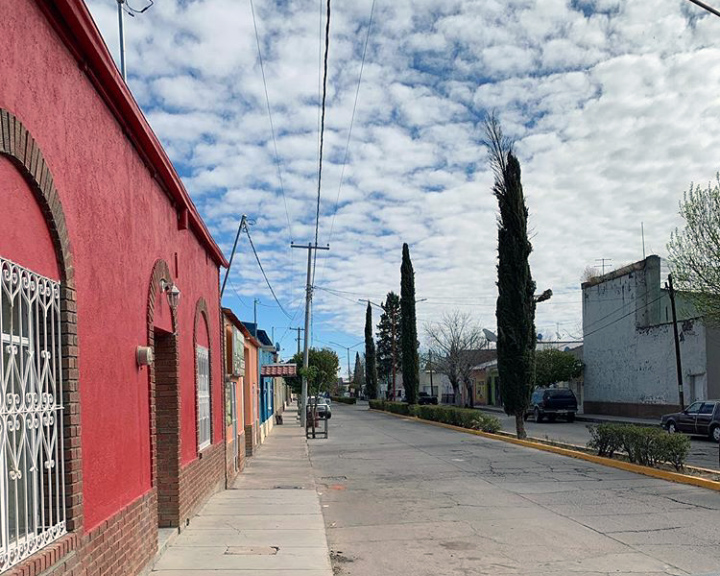
Одна из улиц Мариано-Матамороса